# Magyar koronázási mise
A Magyar koronázási misét Liszt Ferenc 1866–67-ben komponálta Ferenc József és felesége, Erzsébet magyar királlyá illetve királynévá koronázásának alkalmából, de később még hozzáírt egy tételt. Bemutatója 1867-ben volt a Mátyás-templomban. Műjegyzékszáma S.11. Nyomtatásban 1869-ben jelent meg Lipcsében.

## A mű születése

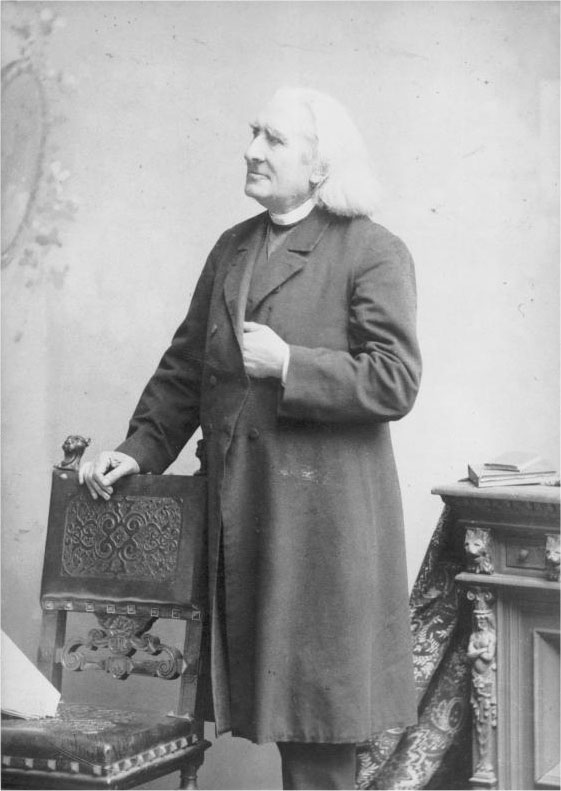
Liszt Ferenc

Liszt az 1850-es évek második felétől már egyértelműen az egyházi zene legelismertebb zeneszerzőjének számított. Amikor Ferenc József magyar királlyá koronázására készültek, mégsem őt akarták megbízni a koronázási mise megírására, mert az udvari szabályzat szerint csak a bécsi udvari zenekar karnagyának a műve hangozhatott volna el az eseményen, mégpedig az udvari zenekar és énekkar, valamint bécsi szólistáknak a közreműködésével. A politikailag tájékozott Lisztnek tudomása volt a kiegyezés előkészületeiről, és már 1865. február 20-án, Rómából írt levelében kérte meg jóbarátját, Augusz Antal bárót, hogy járjon közbe a megbízatás elnyerése érdekében, „hogy erre, mint katolikus, mint magyar és mint zeneszerző, méltónak bizonyuljak”. Augusz sikerrel járt, és Scitovszky János bíboros megbízta Lisztet a koronázási mise megírásával, s e megbízást 1867 elején Simor János, a  bíboros utódja is megerősítette. Bécs ellenkezésének letörésében szerepe volt az egész magyar közvéleménynek is, a Budai Zeneegylet Eötvös József kultuszminiszternél keresett segítséget, egy tekintélyes bizottság (név szerint Augusz Antal, Engeszer Mátyás, Mosonyi Mihály, Rosti Pál, Erkel Ferenc, Ábrányi Kornél, Reményi Ede) pedig Erzsébet császárné közbenjárását kérte. Frankenburg Adolf, Liszt gyermekkori barátja keserűen emlékezett vissza a történtekre: „A mester kívánságát minden valamirevaló kultúrállamban nemcsak örömmel fogadták, hanem teljesítésére a szükséges lépéseket azonnal meg is tették volna. Nálunk azonban ezt ama bizonyos körök, melyek a közóhajtást és nemzeti közérzületet soha nem szokták kellőleg tekintetbe venni, mindenféle úton és módon akadályozni törekedtek.”

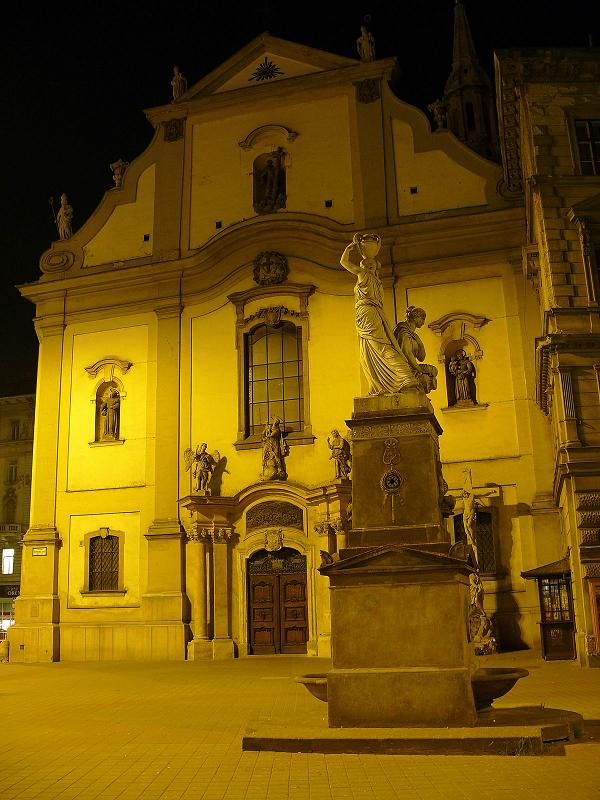
Liszt a belvárosi ferences plébánián lakott

A zeneszerző gyorsan dolgozott, már március 14-én azt közölte Augusszal, hogy a vázlattal elkészült, csak a hangszerelés van hátra, virágvasárnap pedig már azt írta, hogy be is fejezte a misét (az Offertórium csak utólag, májusban, a Graduale pedig két évvel később született). Liszt Ferenc miséjét végül elfogadták, egyéb eredményt azonban nem sikerült elérni. 1867. június 8-án, a budai Mátyás-templomban tartott koronázási ünnepségen az előadók mind bécsiek voltak, a bécsi Udvari Ének- és Zenekart a megbetegedett Johann Herbeck helyett Gottfried Preyer másodkarmester vezényelte, a hegedűszólót Georg Hellmesberger játszotta. Liszt Ferenc – akit két nappal korábban Ferenc József-renddel tüntettek ki –, még meghívót sem kapott a koronázásra, csak a Nemzeti Zenede szerzett neki helyet az orgonakarzaton. Liszt – nem várva meg a ceremónia végét – gyalog indult el a szállására. Az ezután történteket Ábrányi Kornél írja le: „A budavári Mátyástemplomtól kezdve az Albrecht-úton, a Lánchídon, a Ferenc József-téren, a Dunaparton keresztül az Eskü-térig a nép százezrei képeztek sorfalat […]. Mindenki várta […] a királyi menet megindulását. De ezt egy elementáris erővel kitört éljendörgés előzte meg az egész hosszú vonalon. […] Mindenki azt hitte, hogy a dörgő éljenek a közelgő díszmenetet illetik, pedig csak a nagy művész ünnepélyes alakja volt látható, amint a kétfelé osztott nép sorfalai közt haladt, […] folyton hajlongva a tömegeknek e nem várt spontán megnyilatkozó ovációjára, mely láthatólag ép úgy meglepte, megindította, mint egyszersmind feszélyezte is. De hát nem szabadulhatott s egész hazáig ki nem térhetett előle.” Liszt a belvárosi plébánián lakott. A zeneszerzőt P. Golessény Pantaleó provinciális nevezte ki a rendtartomány konfráterévé. Napi imájának helyét a templomban emléktábla őrzi.
A Koronázási mise 1869-ben jelent meg a lipcsei Schuberth kiadónál. Tanítványa és barátja, a pesti Rózsavölgyi kiadó tulajdonosa, Dunkl Nepomuk János nem vállalta a kiadását.

## A zene

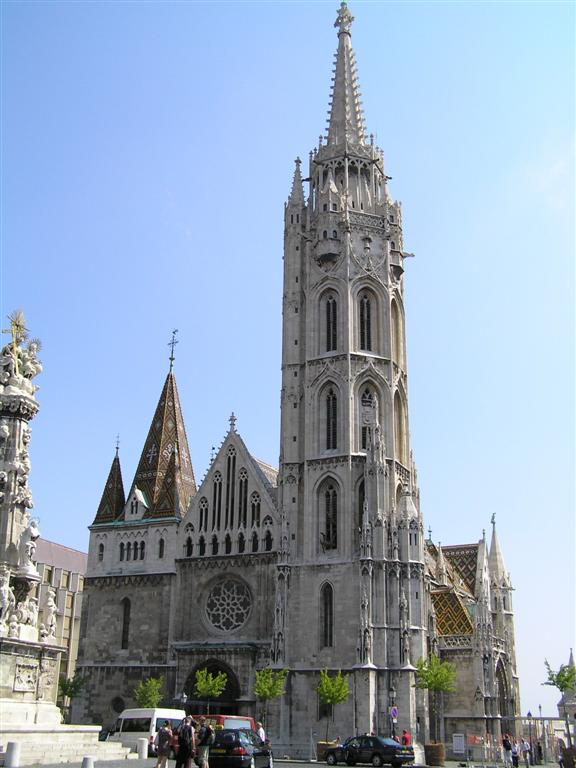
A Mátyás-templom

A Koronázási misét Liszt alkalmi kompozíciónak tekintette, funkcióját a koronázás megtörténtével betöltöttnek tartotta. 1868. április 18-án egyenesen arról írt Augusz Antalnak, hogy egy hangversenyszerű előadás nem is válna hasznára. Alkalmi mű lévén a darabot a koronázási ceremónia miatt rövidre fogta (a mise 30 percnél is rövidebb), a könnyű megszólaltatás érdekében az énekkarnak, a zenekarnak a lehető legkényelmesebben előadható, legegyszerűbb szólamokat írta, de még bizonyos helyeken törléseket is engedélyezett. Carolyne Wittgenstein hercegnőnek szóló levelében így írt erről 1868. augusztus 9-én: „A kényszerűség, hogy a lehető legkevesebb zenét írjak, nehogy feleslegesen elnyújtsam a királyi koronázás amúgy is igen hosszú szertartását, arra szorított, hogy teljességgel lemondjak a nagy műveket, a nagy mestereket jellemző kidolgozásról, epizódokról, művészi megoldásokról. Mégis, úgy tetszik, hogy a Koronázási mise e szűk keretek között is inkább koncentrált, mintsem megkurtított, és hogy elejétől végig áthatja, mégpedig egymással összhangban, kétféle alaptónusa: a magyar nemzeti érzésé és a katolikus hité.”
A Liszt által említett két motivikus elem közül a hitre vonatkozók ünnepélyesek, emelkedettek, ám a betiltott Rákóczi-nóta „kuruc” kvartjainak, a verbunkos ritmikának az alkalmazását a szakértők nem tartják odaillőnek és megoldottnak. A kor magyar hallgatói azonban ezt nyilván másként gondolták. Ugyanakkor alighanem ez lehetett a művel és Liszt közreműködésével kapcsolatos ellenkezés oka. Lisztből kibújhatott a fiatalkori lázadó: a forradalmat leverő Ferenc József koronázására a Rákóczi-nóta és Rákóczi-induló témáit felhasználni, az egyik hegedűszólót Görgey Artúr tábori hegedűsének, Reményi Edének szánni, nem hat éppen tiszteletteljes főhajtásnak a király előtt.
A Koronázási mise felépítése:
1. Kyrie. Andante maesto assai (Esz-dúr)
A tétel hagyományos A–B–A szerkezetű, ünnepélyes első részét a zenekar és kórus előadásában halljuk. A kontraszt jellegű „Christe” középrészt az alt, a szoprán, majd a tenor énekli, áttetsző zenekari kísérettel. A szólók dallamaiban felismerhetők azok a magyaros ritmusok, amelyek az egész művön végigvonulnak. A „Christe” nagy fokozással vezet a visszatéréshez.
2. Gloria. Allegro giusto (C-dúr)
A mise leghosszabb tétele, fényes, ragyogó, háromrészes forma, variált visszatéréssel. Ebben a részben a kórus és a szólók felváltva és egyszerre is énekelnek, nem egyszer unisonóban. Liszt szándéka szerint a nemzeti és a vallásos érzést gregorián, illetve kuruc-kvart motívummal érzékelteti. Az elején a Gloria-téma a kóruson és a rézfúvókon szólal meg, a vonósok izgatott kíséretében. A Rákóczi-nóta motívuma után az Et in terra pax finom közjátéka következik, majd ismét a magyaros téma következik, ami innen meghatározza a tétel dallamát. A csúcspontra (Filius Patris) nagy dinamikai és ritmusbeli fokozás után érünk. A középrész is magyaros motívumokból építkezik, amelyben a magyar (vagy cigány) skálára ismerhetünk rá. A befejező szakasz a Qui sedesnél kezdődik, és ismét a Rákóczi-nóta kvartjaira épül.
3. Graduale. Allegro pomposo (C-dúr)
A Graduale tétel a koronázási ünnepségen nem hangzott el, Liszt két évvel később illesztette a misébe. Szövegét a 116. zsoltárból vette, zenéje ujjongó, gregorián jellegű. A középső rész visszafogott, fél kóruson vagy szólókon hangzik fel. A visszatérést kidolgozásszerű, csúcspontot képviselő szakasz előzi meg.
4. Credo. Maestoso ma non Lento (d-eol)
A tétel zenéjét Liszt Henry Dumont, 17. századi francia zeneszerző Királyi miséjéből (Messe Royale) vette át, orgonakíséretes kórusra íródott. Liszt sokat töprengett a tételről, eredetileg tradicionális gregorián cantus firmusként akarta megírni, de előrelátóan ezt írta Augusznak: „amennyiben gyanús újításnak számítana, hogy az egyházi gregorián cantust a maga fenséges, rendíthetetlen pompájában szólaltatom meg, úgy ilyesfajta ellenvetések ellen is fel vagyok vértezve, és készenlétben tartok egy másik Credót is, amely szintén ragaszkodik ugyan a gregorián intonációhoz, de némi enyhítésekkel.” Ez a második változat került a misébe.
5. Offertórium. Lento assai e solenne (E-dúr)
Rövid, hangszeres közjáték, áhítatos hangulatú, népies műdal jellegű hegedűszólóval, amit Reményi Ede számára írt. Augusz Antalnak írta róla: „Ez valamiféle magyar himnusz”. Liszt reménye nem vált valóra, nem írtak hozzá szöveget, nem vált himnusszá.
6. Sanctus. Andante maestoso assai, ma non troppo lento (E-dúr)
A hatodik tétel háromféle anyagból szövődik. Az első magyaros ritmikájú fenséges, erőteljes zene (Pleni sunt), a második espressivo, ereszkedő melodikájú rész, a harmadik pedig az átszellemült Hosanna in excelsis és a „Christe” verbunkos dallamának felhasználásával íródott. A tétel közreműködői a kórus, a szólisták és a teljes zenekar.
7. Benedictus. Adagio molto (A-dúr)
Ez a tétel a mise talán legmagyarosabb hangulatú, dallamosságú tétele. Bensőséges hangulatú tétel, az előző Sanctus befejező dallamaiból épül. Verbunkos témát variáló hegedűszólóval kezdődik (szintén Reményinek szánva),  majd egyre mélyebbre ereszkedve egyesül a csellóval. Csak ekkor kapcsolódnak be a szólisták, majd az énekkar. A Hosanna fortissimóban szólal meg, majd egyre csendesülve, a hegedű éteri hangjaival zárul a tétel.
8. Agnus Dei. Lento. Tempo del Kyrie. Andante moderato un poco mosso (d-moll, változó, Esz-dúr)
A tétel zenéjét Liszt a megelőző tételek anyagából szőtte. Az első részben a Gloria tétel „Qui tollis” témája jelenik meg, majd visszatér a Gloria „Qui sedes” szakasza, azután a „Christe” magyaros vezérmotívuma következik, és ebből a népies műdalhoz hasonlító dallamból szövődik a tétel második részét alkotó nagy záró könyörgés.
A mise előadói apparátusa: szoprán, alt, tenor, basszus szóló és vegyeskar; a zenekar összetétele: két fuvola, két oboa, két klarinét, két fagott, négy kürt, két trombita, két tenorharsona, basszusharsona, tuba, üstdob, orgona és vonósok.
Liszt a mise anyagából több átdolgozást is írt:
- Benedictus: hegedűre és zenekarra;
- Benedictus és Offertórium:
  - zongorára, két kézre és négy kézre;
  - hegedűre és orgonára (vagy harmóniumra);
  - hegedűre és zongorára;
- Offertórium: orgonára.